# Xiangtan
Xiangtan (en chino, 湘潭; pinyin, Xiāngtán) es una ciudad-prefectura en la provincia de Hunan, República Popular China Situada en el curso inferior del río Xiang. Su área es de 5005 km² y su población total para 2018 superó los 2,86 mil habitantes. 
Es la ciudad de nacimiento de varios de los fundadores del Partido Comunista de China como Mao Zedong, Liu Shaoqi y Peng Dehuai se encuentran en el distrito municipal de Xiangtan, así como también del pintor Qi Baishi de la dinastía Qing y del general Zeng Guofan.

## Administración
La ciudad-prefectura de Xiangtan se organiza en 5 localidades que se administran en 2 distritos urbanos, 1 ciudad suburbana y 2 condados rurales.
- Distrito Yuetang (岳塘区)
- Distrito Yuhu (雨湖区)
- Ciudad Shaoshan (韶山市)
- Ciudad Xiangxiang (湘乡市)
- Condado Xiangtan (湘潭县)

## Toponimia
El topónimo Xiangtan se compone de los sinogramas Xiang que hace referencia al Río Xiang  y Tang que significa "estanque profundo", específicamente uno formado por una corriente o cascada; en los ríos, los "Tan" generalmente se refieren a lugares donde la corriente se arremolina.
Una versión indica que el nombre proviene de los numerosos estanques profundos ("tan") que se forman en los meandros del río Xiang. Las Crónicas del Condado Xiangtan (湘潭县志) de la dinastía Ming del siglo XVI dice; el territorio limita con el río Xiang y alberga el Zhaotan... durante la dinastía Tang, se renombró como Xiangtan, tomando su nombre de los 'tan' (estanques) del río Xiang.
Otra hipótesis sostiene que el topónimo deriva "Estanque Zhao" (昭潭 
Zhaotan), un tramo profundo del río Xiang situado cerca del monte Zhao (昭山). El monte recibe su nombre del rey Zhao, quien se dice que murió allí.
Se dice que "Xiangtan" hace referencia a la confluencia de dos ríos Xiang (湘水) y Tan (潭水), de donde provendría su nombre.
Sin embargo, las Crónicas del Condado Xiangtan (湘潭县志) de la dinastía Qing del siglo XIX ofrecen una interpretación distinta:
'Tan' (潭) no alude a aguas profundas, sino a la vastedad del territorio, sugiriendo que el nombre hace referencia a la extensión geográfica de la zona, más que a sus características hidrográficas.
Durante la dinastía Tang (siglo VII-X), Xiangtan quedó como nombre de este lugar cuando fue oficialmente establecido el Condado de Xiangtan (湘潭县).

## Clima
Xiangtan tiene un clima subtropical húmedo con veranos largos y calurosos, e inviernos frescos a fríos, nublados y húmedos, con nevadas ocasionales. La temperatura media anual es de 17,4 °C, siendo enero el mes más frío, con una media de 5,1 °C y julio, el más caluroso, con 29,1 °C.
| Parámetros climáticos promedio de Xiangtan (1991–2020 normal, extremas 1981–presente) | Parámetros climáticos promedio de Xiangtan (1991–2020 normal, extremas 1981–presente) | Parámetros climáticos promedio de Xiangtan (1991–2020 normal, extremas 1981–presente) | Parámetros climáticos promedio de Xiangtan (1991–2020 normal, extremas 1981–presente) | Parámetros climáticos promedio de Xiangtan (1991–2020 normal, extremas 1981–presente) | Parámetros climáticos promedio de Xiangtan (1991–2020 normal, extremas 1981–presente) | Parámetros climáticos promedio de Xiangtan (1991–2020 normal, extremas 1981–presente) | Parámetros climáticos promedio de Xiangtan (1991–2020 normal, extremas 1981–presente) | Parámetros climáticos promedio de Xiangtan (1991–2020 normal, extremas 1981–presente) | Parámetros climáticos promedio de Xiangtan (1991–2020 normal, extremas 1981–presente) | Parámetros climáticos promedio de Xiangtan (1991–2020 normal, extremas 1981–presente) | Parámetros climáticos promedio de Xiangtan (1991–2020 normal, extremas 1981–presente) | Parámetros climáticos promedio de Xiangtan (1991–2020 normal, extremas 1981–presente) | Parámetros climáticos promedio de Xiangtan (1991–2020 normal, extremas 1981–presente) |
| Mes                                                                                   | Ene.                                                                                  | Feb.                                                                                  | Mar.                                                                                  | Abr.                                                                                  | May.                                                                                  | Jun.                                                                                  | Jul.                                                                                  | Ago.                                                                                  | Sep.                                                                                  | Oct.                                                                                  | Nov.                                                                                  | Dic.                                                                                  | Anual                                                                                 |
| ------------------------------------------------------------------------------------- | ------------------------------------------------------------------------------------- | ------------------------------------------------------------------------------------- | ------------------------------------------------------------------------------------- | ------------------------------------------------------------------------------------- | ------------------------------------------------------------------------------------- | ------------------------------------------------------------------------------------- | ------------------------------------------------------------------------------------- | ------------------------------------------------------------------------------------- | ------------------------------------------------------------------------------------- | ------------------------------------------------------------------------------------- | ------------------------------------------------------------------------------------- | ------------------------------------------------------------------------------------- | ------------------------------------------------------------------------------------- |
| Temp. máx. abs. (°C)                                                                  | 23.5                                                                                  | 30.1                                                                                  | 33.8                                                                                  | 35.4                                                                                  | 36.0                                                                                  | 37.5                                                                                  | 39.6                                                                                  | 41.8                                                                                  | 40.0                                                                                  | 34.2                                                                                  | 32.7                                                                                  | 24.7                                                                                  | '                                                                                     |
| Temp. máx. media (°C)                                                                 | 8.8                                                                                   | 11.8                                                                                  | 16.1                                                                                  | 22.6                                                                                  | 27.1                                                                                  | 30.1                                                                                  | 33.7                                                                                  | 33.1                                                                                  | 28.9                                                                                  | 23.6                                                                                  | 17.8                                                                                  | 11.7                                                                                  | 22.1                                                                                  |
| Temp. media (°C)                                                                      | 5.3                                                                                   | 7.9                                                                                   | 11.9                                                                                  | 17.9                                                                                  | 22.5                                                                                  | 25.9                                                                                  | 29.1                                                                                  | 28.3                                                                                  | 24.2                                                                                  | 18.8                                                                                  | 13.1                                                                                  | 7.5                                                                                   | 17.7                                                                                  |
| Temp. mín. media (°C)                                                                 | 2.8                                                                                   | 5.1                                                                                   | 8.9                                                                                   | 14.5                                                                                  | 19.1                                                                                  | 22.8                                                                                  | 25.6                                                                                  | 25.0                                                                                  | 20.9                                                                                  | 15.4                                                                                  | 9.7                                                                                   | 4.4                                                                                   | 14.5                                                                                  |
| Temp. mín. abs. (°C)                                                                  | −6.2                                                                                  | -8.0                                                                                  | −1.6                                                                                  | 2.4                                                                                   | 9.6                                                                                   | 13.2                                                                                  | 19.3                                                                                  | 17.1                                                                                  | 12.1                                                                                  | 2.0                                                                                   | −1.4                                                                                  | −12.1                                                                                 | '                                                                                     |
| Precipitación total (mm)                                                              | 73.2                                                                                  | 87.7                                                                                  | 144.6                                                                                 | 156.1                                                                                 | 198.1                                                                                 | 230.7                                                                                 | 157.8                                                                                 | 105.7                                                                                 | 76.1                                                                                  | 61.8                                                                                  | 77.2                                                                                  | 55.1                                                                                  | 1424.1                                                                                |
| Días de precipitaciones (≥ 0.1 mm)                                                    | 13.9                                                                                  | 14.1                                                                                  | 17.7                                                                                  | 17.0                                                                                  | 16.6                                                                                  | 15.1                                                                                  | 10.3                                                                                  | 11.0                                                                                  | 9.0                                                                                   | 10.1                                                                                  | 10.4                                                                                  | 10.6                                                                                  | 155.8                                                                                 |
| Días de nevadas (≥ 1 mm)                                                              | 4.5                                                                                   | 2.2                                                                                   | 0.4                                                                                   | 0                                                                                     | 0                                                                                     | 0                                                                                     | 0                                                                                     | 0                                                                                     | 0                                                                                     | 0                                                                                     | 0.1                                                                                   | 1.6                                                                                   | 8.8                                                                                   |
| Horas de sol                                                                          | 61.6                                                                                  | 66.2                                                                                  | 81.7                                                                                  | 108.8                                                                                 | 138.8                                                                                 | 141.1                                                                                 | 231.3                                                                                 | 214.2                                                                                 | 159.1                                                                                 | 132.4                                                                                 | 113.9                                                                                 | 96.0                                                                                  | 1545.1                                                                                |
| Humedad relativa (%)                                                                  | 81                                                                                    | 81                                                                                    | 83                                                                                    | 81                                                                                    | 82                                                                                    | 84                                                                                    | 77                                                                                    | 79                                                                                    | 81                                                                                    | 79                                                                                    | 79                                                                                    | 79                                                                                    | 80.5                                                                                  |
| Fuente: Administración Meteorológica de China                                         |                                                                                       |                                                                                       |                                                                                       |                                                                                       |                                                                                       |                                                                                       |                                                                                       |                                                                                       |                                                                                       |                                                                                       |                                                                                       |                                                                                       |                                                                                       |

## Ciudades hermanadas
León (España)